# Франтишек Тикал
Франтишек Тикал (чеш. František Tikal; Вчелна, 18. јул 1933 − Праг, 10. август 2008) био је чекословачки и чешки хокејаш на леду који је током каријере играо на позицијама одбрамбеног играча. Готово целокупну играчку каријеру провео је играјући у дресу прашке Спарте са којом је играјући у Чешкој екстралиги освојио титулу националног првака у сезони 1952/53. 
За репрезентацију Чехословачке на међународној сцени је одиграо 59 утакмица. Наступио је на два олимпијска турнира, у Скво Валију 1960. и Инзбруку 1964, а на овим потоњим је освојио бронзану медаљу. У Инзбруку је проглашен и за најбољег одбрамбеног играча олимпијског турнира. На Олимпијским играма 1960. играо је против брата близанца Здењека који је тада наступао за репрезентацију Аустралије. У једној од акција Франтишек је незгодно стартовао на Здењека и сломио му руку. Наступио је и на седам светских првенстава на којима је освојио две сребрне и три бронзане медаље. 
Године 2004. уврштен је у Кућу славних ИИХФ-а.